# Aspergillus inuii
Aspergillus inuii är en svampart som beskrevs av Sakag., Iizuka & M. Yamaz. 1950. Aspergillus inuii ingår i släktet Aspergillus och familjen Trichocomaceae.   Inga underarter finns listade i Catalogue of Life.